# Zabukovje, Kranj
Zabukovje este o localitate din comuna Kranj, Slovenia, cu o populație de 82 de locuitori.